# Agorá

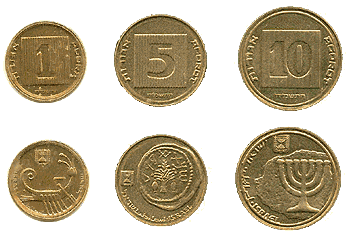
1, 5, y 10 agorot

La agorá (en hebreo: אגורה‎; pl. אגורות agorot) es una moneda israelí, la centésima parte (céntimo o centavo) de nuevo séquel. Aunque oficialmente la moneda actual se llama nueva agorá, a diferencia del caso del séquel, raramente se hace uso del adjetivo «nuevo» en este caso.

## Historia
La denominación agorá hace referencia a tres clases de monedas que han sido utilizadas en Israel durante su historia, siendo todas de ellas subdivisiones de las unidades de monedas principales del país.
Este nombre estuvo utilizado por primera vez en 1960, cuando el gobierno israelí decidió cambiar la subdivisión del lira israelí (libra israelí) de 1000 prutot a 100 agorot. El nombre estuvo sugerido por la Academia del Idioma Hebreo, y estuvo tomado prestado de la Biblia hebrea, I Samuel 2:36 ...Cada uno aquello queda en thine la casa vendrá y crouch a él para una pieza de plata... (La pieza "de plazo de plata" aparece en hebreo como "agorat kessef").
En 1980 el israelí lira estuvo abolido y reemplazado por el shekel a razón de 10 IP por 1 sékel. La subdivisión nueva del shekel estuvo nombrado agorá ħadashá (nueva agorá). había 100 nuevo agorot en 1 sékel. El índice alto de inflación en Israel en el temprano 1980 forzó el gobierno israelí para cambiar la moneda israelí una vez más en 1985. El nuevo sékel estuvo introducido a razón de 1000 S por 1 NS. La ágora de nombre estuvo utilizada una vez más para su subdivisión. Esto cronometra el plazo "nuevo" estuvo evitado, para impedir confusión con la subdivisión más vieja (el pre-1980 agorá era mucho tiempo desde entonces fuera de circulación).
Actualmente, la agorá de plazo refiere a la 100.ª parte del nuevo shekel. Hay monedas de 10 y 50 agorot, aunque el 50 agorot la moneda aguanta el inscription: "½ Nuevo Shekel".
Una moneda de 1 agorá era en utilizar hasta que 1 de abril de 1991 y una moneda de 5 agorot era en utilizar hasta que 1 de enero de 2008 cuándo el Banco de Israel decidió cesar producción. Esto se debió a los costes gastaron en su producción qué considerablemente superó el valor de la moneda. Hoy, cuándo pagando en efectivo, el precio tiene que ser redondeado al múltiplo más cercano de 10 agorot. Cuándo comprando varios elementos, el redondeando está hecho para la suma total. hay no redondear cuándo pagando con cheques, tarjetas de crédito o órdenes de banco.

## Monedas
| Imagen  | Imagen  | Valor de cara | Diámetro | Composición | Descripción                                            | Descripción                                                              |
| Anverso | Inverso | Valor de cara | Anverso  | Inverso     |                                                        |                                                                          |
| ------- | ------- | ------------- | -------- | ----------- | ------------------------------------------------------ | ------------------------------------------------------------------------ |
|         |         | 1 agorá       | 20 mm    | Aluminio    | 1 agorá de año hebreo 5722 (Sept. 1961 a Sept. 1962),  | Trigo labeled “Israel” en árabe (izquierdo) y hebreo (inferior)          |
|         |         | 10 agorot     | 21.3 mm  | Bronce      | 10 agorot de año hebreo 5721 (Sept. 1960 a Sept. 1961) | Palma de fecha labeled “Israel” en árabe (izquierdo) y hebreo (inferior) |